# 옝제이 모라체프스키

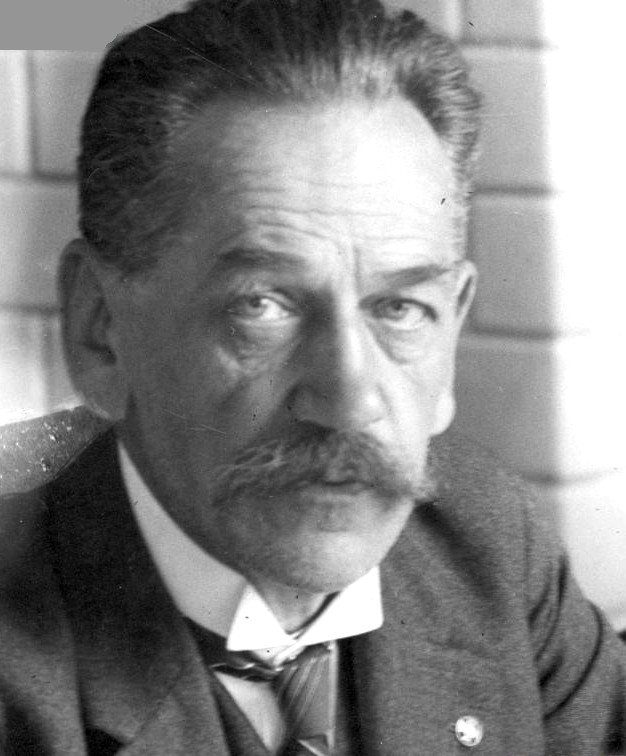

옝제이 에드바르트 모라체프스키(폴란드어: Jędrzej Edward Moraczewski, 1870년 1월 13일~1944년 8월 5일)는 폴란드의 정치인이었다. 사회주의자로서 유제프 피우수트스키의 측근이었던 그는 당대 폴란드 정계의 우파와 좌파 모두에게 받아들여지는 인물이었고 폴란드 제2공화국이 세워진 이후 1918년 11월 수상으로 옹립되어 1919년 1월까지 재임했다. 이후 1925년부터 1929년까지 공공노동부 장관직을 맡기도 했다. 1944년 8월 전쟁통에 소련 군인이 집으로 발사한 유산탄에 맞아 사망했다. 사후 포봉즈키 군 공동묘지에 묻혔다.